# Таис Афинская (роман)
«Та́ис Афи́нская» — исторический роман (автором определялся как «историко-фантастический») советского писателя Ивана Антоновича Ефремова, опубликованный в 1972 году; последнее произведение писателя. Действие происходит в эпоху Александра Македонского и Птолемея I. Центральная идея романа — равенство всех людей в области духа, представление о женщине как венце эволюции. Главной героиней писатель сделал реальную историческую персону — знаменитую гетеру Таис. Сюжетная фабула полностью воспроизводит свидетельства Плутарха, Арриана, Диодора, и оценки роли Таис Афинской в академических исследованиях А. Боннара и Г. Лэмба.
В центре произведения ― известное по античным источникам историческое событие: сожжение персидской столицы Персеполиса спутницей македонского завоевателя. «Таис Афинская» сочетает философские главы и динамичное остросюжетное действие. Таис путешествует по всему античному миру, обретая знания, зрелость и мудрость, перебираясь из Афин в Спарту, через Крит в Египет, затем, с армией Александра ― в Вавилон и Экбатаны. В конце романа, вернувшись в качестве царицы, жены Птолемея, в Египет, Таис отказывается от власти и отправляется в Уранополис. Сожжение царского дворца символизирует уничтожение империи, основанной на иерархии и угнетении. Великий полководец намеревался объединить народы Запада и Востока в гомонойе, равенстве по разуму, но не преуспел: за победой над персами последовало обычное порабощение народов.
Первая публикация (сильно сокращённая) — в журнале «Молодая гвардия» с иллюстрациями И. Шалито и Г. Бойко в 1972 году (№ 7 — с. 8—83, № 9 — с. 75—160, 193—240, № 10 — с. 103—160, 193—221, № 11 — с. 142—192, 225—267), далее последовали многочисленные издания. Текст романа без цензурных изъятий по авторской рукописи впервые был напечатан в 1992 году. В 2013 году был издан перевод романа на итальянский язык, почти моментально сделавшийся библиографической редкостью.

## Сюжет
Роман открывается авторским введением с обоснованием мотивов выбора героини и необходимой исторической информацией и состоит из семнадцати глав и краткого эпилога.
Действие начинается в 337 году до н. э., когда царевич Александр и его ближайшие друзья — Птолемей, Неарх и Гефестион, встречают на морском купании в Афинах совсем юную, семнадцатилетнюю, но уже знаменитую гетеру Таис. Она была дочерью афинянина и критянки, унаследовала внешность матери, но поскольку брак её родителей был недействительным, была отдана в школу гетер в Коринф. После вечера с друзьями Таис выбирает Птолемея и соединяется с ним на свежевспаханном поле. Покидая Афины вслед за другом-царевичем, тот даёт Таис обещание стать царём и сделать её своей царицей. После разрушения Фив Таис покупает на рынке рабов молодую фиванку Гесиону, дочь философа Астиоха. Стремясь узнать судьбу её отца, Таис обращается к основавшему в Афинах свой Ликей Аристотелю, вызывает гнев его учеников, и её спасает подруга-спартанка Эгесихора, получившая воинское воспитание. Все вынуждены бежать из Афин на корабле спартанского полководца Эоситея, поклонника Эгесихоры. Далее спартанцев нанимает самозваный фараон Хабабаш; телохранителем Таис становится юный богатырь Менедем.
В Египте Таис испытывает отвращение к звероподобным богам и входит в конфликт со жрецами. Во время путешествия в Крокодилополь она попадает в руки служителей Себека, которые оставляют Таис на съедение храмовому крокодилу. Лишь вмешательство Гесионы и Менедема спасает афинянку. Она знакомится с пожилым философом с Делоса, который посвящает её в мистерии орфиков, проводимые в храме Нейт. Вскоре в Мемфис входят войска Александра, Эоситей, вынужденный покинуть Египет, из ревности убивает Эгесихору, решившую его оставить. Таис среди воинов обвиняет его, и во время схватки Эоситей и Менедем убивают друг друга. Глубоко подавленная Таис скрывается от македонцев, но её находит Неарх, которому поручено строить гавань будущей Александрии. Гесиона становится возлюбленной мореплавателя, а Таис впервые за пять лет встречает Александра, Птолемея и Гефестиона и присоединяется к армии македонцев.

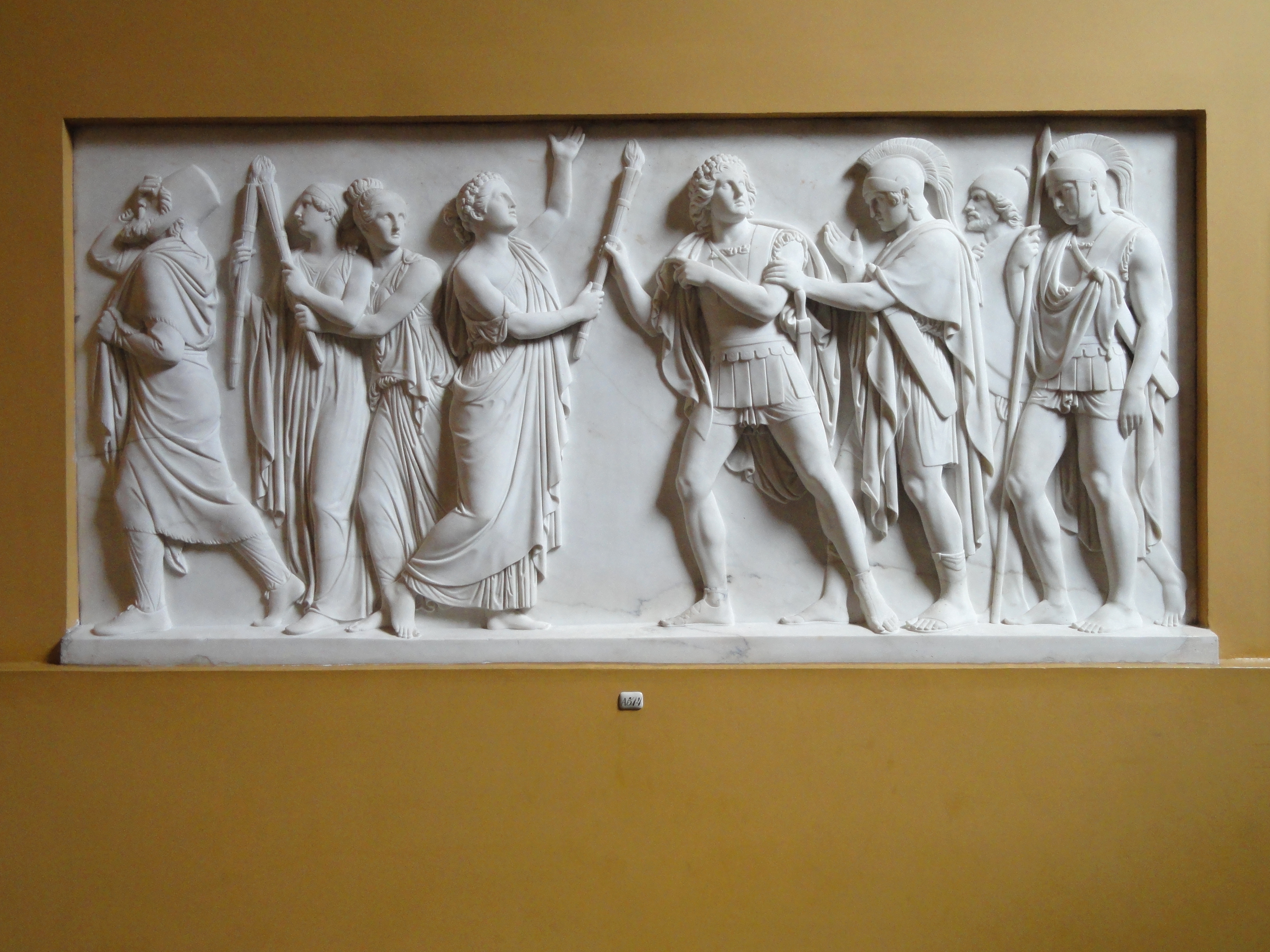
Бертель Торвальдсен. Александр отдаёт приказ о сожжении Персеполя

Во время похода в Азию Таис находится под охраной фессалийского конника Леонтиска. По настоянию Птолемея гетера отправляется в Иераполь, где находится храм Атаргатис (Астарты-Реи-Кибелы). Её посвящение у орфиков открывает афинянке мистерии Великой Матери. Здесь происходит недоразумение: один из телохранителей Таис — Ликофон, попытавшись овладеть одной из храмовых жриц, тяжело ранен ею. Однако другая жрица, темнокожая Эрис (названная в честь богини раздора), проявляет милосердие к воину; она должна быть убита, и Таис выкупает её. Храм удаётся покинуть после прибытия Леонтиска с богатой добычей и вестями о победе при Гавгамелах. Далее Таис ожидает в Вавилоне, где во время ночного купания в Евфрате случайно встречает Александра. Они предаются любви, усиленной таинственным снадобьем Великой Матери, но Таис в глубокой печали понимает, что не сможет разделить с Александром жизнь и трон. После прибытия в Персеполь царь предлагает Таис разыграть прибытие царицы амазонок «Фалестры», чтобы стать его женой и подданной. Во время церемонии Таис пытаются убить персы, но покушение предотвращает Эрис. На последующем пиру гетера в своей речи вспоминает сожжение Афин Ксерксом перед битвой при Саламине, и Александр отдаёт приказ сжечь персидскую столицу.
В 327 году до н. э. Таис становится женой Птолемея и растит в Экбатанах их сына, названного в честь убитого скифами Леонтиска. В этом же городе обосновался Лисипп и его друг с Кеоса — скульптор по имени Клеофрад, который когда-то видел Таис в Афинах и ждал, чтобы она вошла в возраст зрелости. Таис и Эрис позируют художникам, обсуждают статую Венеры Милосской и идеал женской красоты. В мастерской Лисиппа Таис встречает путешественника из Срединной Империи. Таис предоставляет Клеофраду средства, чтобы отлить статую Афродиты Анадиомены, для которой позировала, из серебра. Его друг и ученик Эхефил ваяет с Эрис Артемиду Аксиопену и безответно влюбляется в чёрную жрицу. После окончания работы Клеофрад заявляет, что по обычаям его острова он достиг возраста, за которым должен добровольно уйти из жизни. Он устраивает пир для всех своих друзей, в конце которого выпивает цикуту. Далее статуи было решено продать индийским жрецам, гостившим в Эриду, у которых Таис и Эрис получают тантрические посвящения и участвуют в ритуале «поцелуя змея». Эти ритуалы излечивают душевную рану Таис, и она перестаёт страдать от разлуки с Александром; Эхефил остаётся в храме ваять тантрических жриц. После провала индийского похода Александра, Таис в последний раз видится с царём в Вавилоне. Он явно устал и надломлен; Таис прощается с ним навсегда. После смерти Македонца Птолемей предлагает раздел империи и требует себе Египет, после чего отправляется с Таис в их новое царство.
В 317 году до н. э. Таис и Птолемей расходятся: тот влюбился в Беренику и стал править в Александрии, а старшей жене отдал Мемфис. Неарх и Гесиона пропали без вести при попытке обогнуть Африку. После нескольких попыток покушений со стороны родни Береники, чуть не потеряв Эрис, Таис принимает решение о разводе. Получив несметное состояние и дочь Ирану (сын Леонтиск остаётся с отцом), Таис и Эрис отправляются на Кипр, мифическую родину Афродиты. Там они безмятежно провели несколько лет. Далее начинается тяжёлый кризис: убиты вдова Александра — Роксана и его малолетний сын. Эти известия совпали с первыми признаками увядания красоты афинянки и погрузили её в хандру. Сорокапятилетняя бывшая царица узнаёт в храме Афродиты Амбологеры (Отвращающей Старость) об Алексархе и его Уранополисе, утопическом городе свободных людей. Таис и Эрис, оставив Ирану на воспитание на Кипре, отправляются в своё последнее пристанище.

Хрупким жертвенником небесной мечты человека, нестойко поставленным на краю враждебного мира, показался ей вдруг Уранополис. Великая печаль обречённости сдавила сердце Таис жестокой рукой, и, взглянув на Эрис, она и в её лице прочитала тревогу. Город Неба не мог просуществовать долго… <…> 
 Вместе с Уранополисом исчезли и две подруги. <…> Несомненно одно: ни Таис, ни Эрис не стали рабынями тех, кто уничтожил Уранополис и положил конец их доброму служению людям.

## История создания и публикации

### Работа над текстом

Экслибрис И. А. Ефремова, с изображением Таис, поджигающей Персеполис. Художница Г. Яремчук

Интерес И. А. Ефремова к античности нашёл первое полноценное выражение в рассказе «Каллиройя», написанном в 1946 году, но никогда не публиковавшемся при жизни писателя. После его напечатания в 2007 году выяснилось, что его текст в полном объёме вошёл в роман «Таис Афинская»: связь свободной женщины Каллиройи и скульптора Антенора на вспаханном поле преобразовалась во встречу гетеры Таис и будущего полководца Птолемея. В рабочих тетрадях И. А. Ефремова сюжет под названием «Легенда о Таис» записан ещё в 1951 году.
В переписке И. А. Ефремова «Легенда о Таис» фиксируется летом 1967 года, когда в полном разгаре была работа над романом «Час Быка». Изначально задумывался рассказ, в котором в разгар пира обнажённая Таис обличает в Персеполе перед лицом Александра Македонского всю окружающую их роскошь, созданную руками афинских рабов, угнанных вглубь Азии Ксерксом. Александр подаёт ей факел, и они сжигают дворец. Заказывая художнице Г. Яремчук новый экслибрис, писатель так формулировал стержневой замысел: «нагая красота, как истинное искусство, сильнее всяких властей и их атрибутов… <…> Обычный человек, как только понимает подлинный смысл жизни, делается свободным и находит всю красоту». В феврале 1969 года писатель Ефремов сообщал П. С. Воронову о «короткой повести из времени Александра Македонского», над которой начал работать.
Регулярные упоминания о работе над романом об Александре Македонском содержатся в переписке с В. Дмитревским. Так, в августе 1970 года Ефремов свидетельствовал, что сюжет продвигается «медленно». Вероятно, он посылал В. Дмитревскому готовую часть текста, поскольку в письме от 8 ноября того же года, Иван Антонович выказывал удовольствие, что «Таис» понравилась, и «действительно что-то получается». В письме тому же корреспонденту от 2 февраля 1971 года Ефремов утверждал, что написано 12 авторских листов, осталось не более двух, и по объёму эта вещь будет равна «Ойкумене». Наиболее подробно свои замыслы Ефремов описал в послании Дмитревскому от 25 мая 1971 года, когда приступил к написанию последней главы «Афродита Амбологера». Автор утверждал, что его текст не помещается в жанровые и стилевые границы, и разъяснял, почему взял главной героиней гетеру — человека, не заинтересованного в политике, завоеваниях, торговле, не принадлежавшего ни к одной философской школе, но вместе с тем образованного и свободного:

Цель повести — показать, как впервые в европейском мире родилось представление о гомонойе — равенстве всех людей в разуме, в духовной жизни, несмотря на различие народов, племён, обычаев и религий. Это произошло потому, что походы Александра распахнули ворота в Азию, до той поры доступные лишь торговцам и пленным рабам, ворота обмена культур. В этом-то собственно главный стержень этого этапа развития истории человечества (с нашей, европейской + индийской точки зрения).
Роман под окончательным названием «Таис Афинская» был завершён в сентябре 1971 года, авторская рукопись составила 550 машинописных страниц. В письме В. Дмитревскому Ефремов сообщал, что роман приняла для публикации редакция журнала «Молодая гвардия», но при этом в «Литературной газете» новый роман был анонсирован как «продолжение „Часа Быка“ на исторической основе».

### История публикации
14 декабря 1971 года И. А. Ефремов направил официальное письмо директору издательства «Молодая гвардия» В. Н. Ганичеву, в котором просил лично ознакомиться с рукописью и писал о вероятных протестах против публикации из-за эротических мотивов, пронизывающих роман. Иван Антонович заявил, что «напору сексуальной революции» можно противопоставить только книги наподобие купринской «Суламифи», а «не ханжеские запреты». Особо упоминалось, что сам В. Н. Ганичев — историк по образованию. Одним из главных противников эротизма в литературе в этом письме назван С. Г. Жемайтис — многолетний редактор Ефремова и заведующий отделом фантастики и приключений. В послании В. Дмитревскому, отправленном спустя два дня, Ефремов также упоминает, что рукопись не понравилась С. Жемайтису, при том, что «гетерического» больше всего в начальных главах романа. Писатель был морально готов к тому, чтобы рукопись «вылежалась». Окончательно выправленная машинопись составила 630 страниц.
Журнальная публикация чрезмерно затянулась из-за цензурных проблем. 25 мая 1972 года И. Ефремов дал согласие на полное изъятие из текста трёх глав: «У Матери богов», «Наследники Крита» и «Мудрость Эриду». 30 мая 1972 года датировано письмо редактора и автора книги о Ефремове — Е. С. Званцевой, в котором она укоряла писателя за взятый им тон повествования. Она сочла, что взгляд со стороны избранной героини слишком сужает точку зрения на интересную во всех отношениях эпоху. Не оценила Е. Званцева и то, что Александр Македонский оказался второстепенным персонажем, несмотря на то, что показан очень убедительно. Профессиональный редактор указывала, что в авторском тексте слишком много «длиннот и неряшливостей», а главное — авторских оценок: «Ваше дело — изобразить, а оценивает читатель».
Публикация началась с седьмого номера «Молодой гвардии», причём прервалась уже в августе. Тяжело больной писатель 21 августа отправил главному редактору журнала А. С. Иванову возмущённое письмо, из которого следует, что договор об издании так и не был заключён, а перепечатку рукописи Ефремов выполнил за свой счёт. Договор был направлен писателю уже на следующий день. 5 октября Иван Ефремов скоропостижно скончался и не увидел последнего номера журнала. Филолог Е. Агапитова выявила, что, несмотря на согласие автора исключить три главы из журнальной публикации, в действительности были элиминированы пять глав целиком и одна частично, то есть изъятия коснулись глав 3, 5, 6, 9, 12, 14, и 16. Эпизод с поцелуем змея из 14 главы «Мудрость Эриду» вошёл в виде воспоминания в последний разговор Таис и Александра в 15-й главе. Поскольку вся девятая глава «У Матери Богов» была исключена целиком, появление Эрис в жизни Таис пришлось отметить в буквальном смысле одной строкой.
Книжное издание вышло в «Молодой гвардии» в 1973 году, изъятые главы были в нём восстановлены, но некоторые купюры и изменения всё же были внесены в текст. Именно этот вариант сделался стандартным в советском и российском книгоиздании. В собрание сочинений 1975 года роман не вошёл против воли автора, который сообщал Е. Брандису, что в редакции объявили, что собрание сочинений должно состоять из вещей, уже издававшихся и «имеющих прессу»; и проигнорировали контраргументы. В 1976 году роман всё-таки вышел в оформлении, аналогичном собранию сочинений, но без номера тома. Это издание воспроизводилось несколько десятков раз, в том числе в пятитомном собрании сочинений, выпущенном «Молодой гвардией» в 1986—1989 годах. В 1992 году в издательстве «Советский писатель» в составе шеститомного собрания сочинений был выпущен вариант, который анонсировался как «впервые данный в полной авторской редакции». Источник происхождения этого текста неизвестен, вероятно, в основу была положена авторская рукопись, когда-то переданная в «Молодую гвардию». Последующие издания преимущественно следовали стандартной версии, отличия которой от полной можно опознать буквально по третьему предложению первой главы: «Неарх с Александром и Гефестион уплыли далеко вперёд» — в полном издании Гефестион упоминается только в следующем абзаце.

### Цензурные изъятия
Редакторскую правку текста проводил, вероятно, С. Жемайтис. Она сводилась, преимущественно, к удалению эротических описаний и сцен «чистой физической любви» (в терминологии самого Ефремова). В беседе со Спартаком Ахметовым в последний день жизни писателя (4 октября 1972 года) Иван Антонович возмущался тем, что «у меня герой целует возлюбленную в ложбинку между грудей. Вымарали, оставили абстрактный поцелуй». Удаление эротических сцен зачастую оставляло немотивированным состояние персонажей, когда «у героинь романа запавшие щёки и тёмные круги под глазами», казалось бы, вне всякой логики сюжета. Отсутствие трёхстраничного описания тантрического ритуала в четырнадцатой главе не позволяет понять реакцию Лисиппа на психическое состояние Таис до и после путешествия в Эриду: до поездки она терзалась по адресу Александра, после посвящения обрела «олимпийское спокойствие».
Удалялись и разнообразные описания, связанные, в том числе, с физиологией женского организма (делосский философ спрашивает у Таис, нормальный ли у неё менструальный цикл; рабыни после посвящения в храме Нейт проводят эпиляцию её тела; на позировании у Лисиппа Таис сетует, что не накрасила сосков, и т. д.). Присутствовали и откровенно непонятные изменения. При воссоздании Иераполя и храма Матери Богов Ефремов точно следовал описаниям Лукиана Самосатского, у которого святилище расположено в самом центре города и постоянно окружено толпой. В стандартном тексте упоминаются только жрецы, Таис и македонцы. Имело место систематическое удаление эпитетов («могущественный» и тому подобных). Редко, но присутствовали изменения, действительно улучшавшие стилистику. Например, «старый жертвенник, находившийся в забросе» превратился в «старый заброшенный жертвенник». В общем, по заключению Е. Агапитовой, «редакторская правка существенно обеднила авторский замысел, убрав эпизоды не только эротические (написанные, кстати, прекрасным литературным языком), но и важные для понимания тонкостей сюжета и психологии героев».

## Эстетика и философия в романе
В книге представлена широкая панорама духовной жизни народов Средиземноморья, своеобразный свод философии, истории, искусства, религии, обрядов, быта и нравов в эпоху Александра Македонского, времени столкновения Эллады и Азии. Автор попытался, по его словам, осветить переломный исторический момент в духовном развитии ― переход от национализма к более широкому мировоззрению, к истокам общечеловеческой морали. Эта эпоха вместила в себя судьбоносные, но малоизученные религиозные кризисы: упадок матриархата привёл к возникновению тайных верований, которые, осмысляя новые представления о вселенной и человеке, противостояли официальным религиям и уходили в «подполье». Древняя Греция и её искусство в той или иной форме присутствуют во всех произведениях И. А. Ефремова, начиная от самых ранних рассказов («Эллинский секрет») и заканчивая последним романом «Таис Афинская». По словам Д. Быкова, описанные в романе люди Античности гармонично сочетали физическое и духовное развитие. Когда эта целостность была утрачена, мир в конечном итоге пришёл к расколотому обществу Торманса из «Часа Быка».

### Красота и целесообразность: женское начало

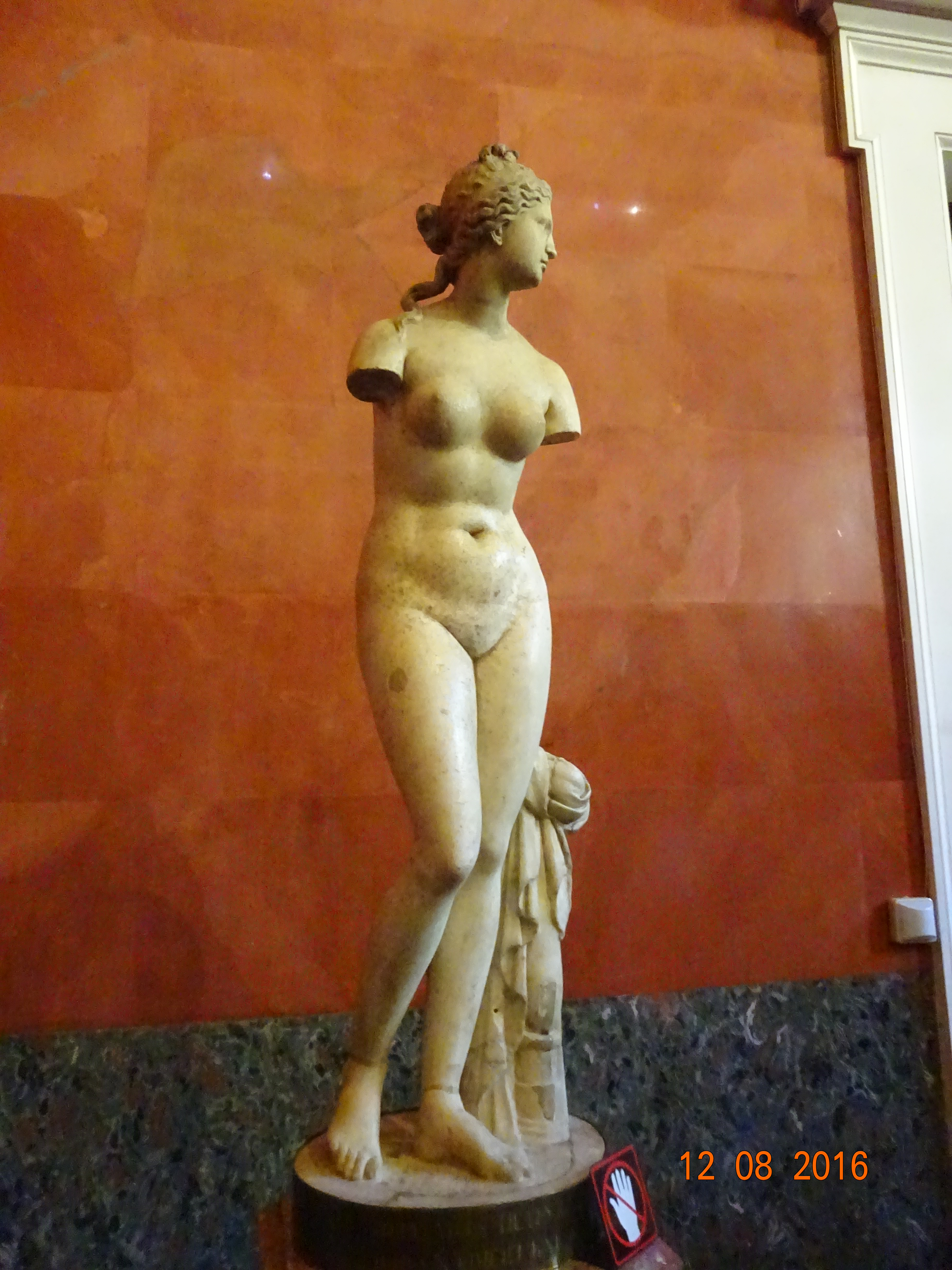
Венера Таврическая

Советский исследователь А. Ф. Бритиков, считая Ефремова создателем «оригинальной» эстетики в рамках соцреализма и многократно цитируя Энгельса и Чернышевского, представил целостное описание темы прекрасного в «Таис Афинской». Избрав для изображения период поздней классики, Ефремов основывался на том, что духовная жизнь этой эпохи в большей мере вращалась вокруг искусства, нежели философии. Античную эстетику писатель выводил из крито-микенской культуры (наследницей которой по крови сделал Таис — дочь критянки); Ефремов полагал, что именно минойской культуре был свойственен культ женщины, не замутнённый милитаристскими и угнетательскими мотивами, столь характерными для египетских и ближневосточных соседей критян. Идеал общечеловеческой нравственности Ефремов считал матриархальным по генезису, поэтому для сюжета романа важна легенда об амазонках, одну из которых Таис воплощает дважды — в Египте и в Персеполисе. Разрабатывая образ царицы амазонок, Таис говорит Александру Македонскому, что изображения побеждённых воительниц были созданы «сильным полом», чтобы не позволить женщинам обрести идеал былой свободы. Впрочем, для романного мира гораздо важнее мотив универсальности искусства, объемлющего весь мир. Если произведение отражает высшую целесообразность устройства бытия, воспринимаемую инстинктивно (учение о которой изложено в «Лезвии бритвы»), оно отвечает чаяниям и вкусам всех времён и народов, и созерцающий осознаёт себя частицей человечества, а не только своего племени. Поэтому великолепие Персеполиса вызывает отторжение Таис, поскольку оно предназначено поражать воображение царских приближённых и иноземных послов, не несёт ни сакрального, ни гражданского назначения. Порабощённые художники и мастера запечатлели на рельефах самих себя в длинной веренице пленников, склоняющихся перед всесильным деспотом. Уничтоживший эти дворцы Александр возвысил национальную цель своего персидского похода до интернациональной, вознамерившись соединить Запад с Востоком в гомонойе — равенстве разноплемённых людей по разуму на основе эллинской культуры. Впрочем, Македонец мог проявлять себя и как обыкновенный варвар: это проявилось в Вавилоне, когда он приказал разобрать на стройматериалы Этеменанки — Вавилонскую башню.
Описывая внешность своих героинь, Ефремов в полной мере использовал ранее высказанные эстетические суждения. Например, он подчёркивает величину глаз, которые широко расставлены на лице: «чем шире расставлены глаза, тем больше стереоскопичность зрения, глубина планов. Насколько ценилась испокон веков широкая расстановка глаз, показывает очень древний миф о красавице, дочери финикийского царя Европе. Её имя по-древнегречески означает или широколицая (широковзорая) или широкоглазая». «Широкоглазие» Таис — не единственный эпитет, который прилагали к её формам поклонники, в том же ряду «среброногая», «крутобёдрая», «дерзкогрудая»; всё это выражает античную калокагатию — гармонию физического и духовного совершенства. Именно в этом А. Ф. Бритиков видел феминизм творчества Ефремова: «центральный образ Таис окружён созвездием прекрасных подруг». Подчёркивание глубокого природного различия мужского и женского начал многое значит в романном действии. Во время эстетической дискуссии учеников Лисиппа обсуждается вопрос об образе женщины, похожей на мальчика, и художники — истинные почитатели женщин, заявляют, что скульпторы, «влюблённые в юношей-эфебов, …старались в жене найти тот же образ мальчика», тогда как истинному герою «нужна жена, полная женственной силы, способная быть ему подругой и могучее потомство вырастить». Таким образом, именно Таис была избрана Лисиппом и Клеофрадом моделью для Афродиты Аксиопены: «Вот древнейший облик жены — крепкая, невысокая, широкобёдрая, круглолицая, широкоглазая, — разве она не прекрасна?» Этот канон Ефремов называл «сокровищем Эллады» (и это понимают даже персы), выработанным «простой и суровой жизнью» древних племён. Писатель считает его интернациональным: сходные условия существования неизбежно приводят жизненно важные признаки через расовые различия к общему знаменателю. Лисипп демонстрирует в своей мастерской полное физическое тождество крито-эллинки Таис и её подруги — полуэфиопки Эрис.
Литературовед, исследователь советской фантастики Л. Геллер в известной степени уточнял эти постулаты: в своём романе Ефремов не просто преклоняется перед женщиной, а боготворит её: женские героини превосходят мужчин, обладают большей силой и мудростью. «Непрерывные войны, резня между самыми близкими народами — результат восшествия мужчины на престолы богов и царей», последствие раскола между мужским и женским началом. Орудия и машины заменили людям чувства и память; мужчины ослабли, утратили связь с природой и веру в себя. Женщины, напротив, сохраняют своё естество, связаны с миром, не подчиняются разуму. Поскольку красота является высшей ценностью и одним из проявлений светлого начала, любовь к женщине приближает и к абсолютному познанию. Отмечается, что телесность в «Таис Афинской» связана с ницшеанскими интересами поколения И. Ефремова. По мнению философа В. Малышева, важнейшим объектом интересов Ефремова является полное страсти экстатическое тело, поэтому для сюжета очень важно описание ритуальных танцев, а также подчёркивается ипостась Таис-наездницы, амазонки, и сравнение её ста́тей с породистой лошадью. Тело всадницы сливается с телом коня, и двуединый кентавр отсылает к платоновскому мифу об андрогине, символизирующем уравновешенность, центрированность мужского и женского в мире.

Гетера Таис, при всей множественности её влечений и осознанных стремлений, стремится к гомогенности в своей жизни: совершить то, на что способна только она одна, обрести свой настоящий дом на этой земле, понять себя и других…

### Иудейство

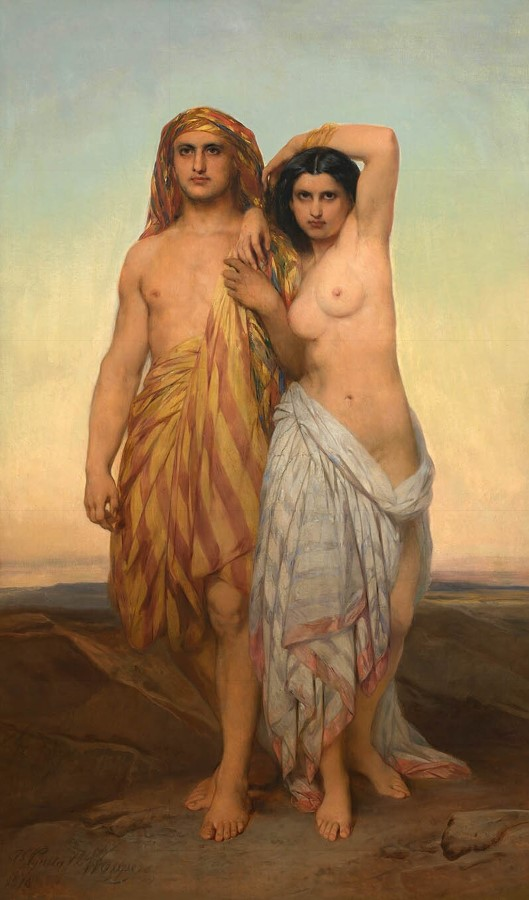
Густав Вапперс. Суламифь. 1870. Королевский музей изящных искусств (Антверпен)

Одной из особенностей романа, вызывающих резко негативную реакцию израильских публицистов, является ясно постулированный негативизм по отношению к еврейской религии и культуре. Впервые мысль ответственности иудаизма за распространение мизогинии была высказана в «Лезвии бритвы», но оказалась затушёвана на фоне откровенно антихристианской позиции автора. В «Таис Афинской» мысль об иудейской мизогинии, антиэротизме и алчности была повторена трижды, не оставляя ни малейших сомнений в адресатах: «Маленькие народы, обитающие между могущественными государствами Египтом и Месопотамией, всегда находились в унижении. Человек платит за унижение осмеиванием того, кто унизил, если не имеет силы». Впрочем, стремление к уравновешенности Ефремова проявилось даже в этих фрагментах. Высказав несколько раздражённых сентенций (возможно, навеянных тогдашней советской популярной культурой — в частности, эстрадным юмором), писатель устами своих персонажей отмечает, что у евреев были поэты, поклонявшиеся музе в образе женщины — царь Соломон, возлюбленная которого, Суламифь, была убита за то, что не скрывала своей наготы, а один из персонажей «Таис Афинской» рассказывает о мистическом учении Каббалы, которое не является, по его мнению, ни женоненавистническим, ни отрицающим эротику. В этом месте И. А. Ефремов пошёл на сознательный анахронизм, и следует как раз еврейской традиции. Академические учёные относят возникновение каббалистики к XI—XIII векам нашей эры, а появление первых книг Каббалы — ко II веку; сами каббалисты относили начало своего учения к XVIII веку до н. э. В «Таис», как и ранее — в «Часе Быка» — с сочувствием говорится о евреях как жертвах ненависти римлян.

### Индийский эзотеризм
Исследователь творчества Ефремова, политолог С. Сергеев в своей монографии отмечал, что хотя Ефремов с детства был хорошо знаком со стереотипами ориентализма, он не разделял идеи культурной гегемонии Запада. Напротив, встречи Таис и индийских мудрецов — есть прежде всего встреча равных, отвергающих деление на «нас» и «их». Для развития сюжета «Таис Афинской» важной оказалась тема тантризма; этот термин упоминается в романе десять раз. Устами индийского жреца Ефремов сообщает, что тантра — это изначальная философия, особенно пригодная «для современной эпохи невежества, зависти и злобы, именуемой Кали-Югой». В эту эру люди пали настолько низко, что даже сами не в состоянии осознать своего падения; поэтому и нужны практики, которые внешне выглядят как приносящие чувственное удовольствие, а на самом деле ведут к высшему внутреннему совершенству. Тантризм совершенно явно противопоставляется аскетизму, который связан с йогой, не упоминаемой в «Таис». Тантра не отвергает эротического желания, но видит в нём движущую силу жизни и возможность духовного возвышения. Путь тантры опасен, ибо бесконтрольное следование стихии чувства способно погубить (так произошло с партнёром Эрис, которая, в отличие от Таис, сразу выпустила всю себя вовне). Партнёры, участвующие в парном тантрическом обряде, должны предварительно пройти подготовку «тела и всех чувств». При этом Таис не в полной мере владеет собой. Одним из критериев тантрической подготовленности является ритуал «поцелуя змея»; достигнув внутренней гармонии, афинянка сама просит участвовать в обряде и выходит из него победительницей. Символика смертельно опасного ритуала лежит на поверхности: приручение животной стороны собственной натуры, которая выражается в том числе и в символе змеи, энергии-кундалини. Цель тантрических обрядов не подавлять чувства, а давать эротической силе изливаться в полной мере на общее для двоих духовное благо.
В отличие от культур и религий Египта, Междуречья, Персии, с которыми Таис Афинская непосредственно соприкасается по ходу действия романа, Древняя Индия лишена в повествовании внешних проявлений своей жизни. С. Седов назвал это «минус-приёмом». Необходимость следовать исторической достоверности (о пребывании Таис в Индии не сообщается в античных источниках), заставила сосредоточиться на внутреннем содержании индийских религий и её духовной сфере, а также подчёркивать излюбленные мысли Ефремова о глубоком внутреннем сродстве эллинского и индийского понимания сущности искусства, выраженном в тождественности муз и апсар («Орфей принёс своё знание из Индии»). В главе «Наследники Крита» трактуется о близости понятия Парабрахмана учению Анаксагора. Впрочем, автор не упустил возможности устами Лисиппа предостеречь индусов об угрозе застоя мысли, связанную с заботами о сохранении высших знаний и о кастовой замкнутости, ранее высказанную в «Лезвии бритвы». Таис подхватывает эту мысль, заявив, что ограничивая знание низших каст, высококастовые индусы берут их невежество на себя. В этой же главе индийские философы разъясняют греческим художникам понятие кармы и объясняют вселенской справедливостью сожжение Персеполиса, поскольку Таис оказывается бескорыстной носительницей справедливого вселенского воздаяния. Индийцы пересказывают центральный эпизод «Махабхараты» (не называя её), объясняя начало эпохи накопления злобы и деспотизма — Кали-Юги. Душевный надлом Александра Македонского в эпизоде прощания с Таис воспринимается ею как следствие бессмысленного разграбления чужих богатств и посеянного завоевателем кровавого хаоса. В конце жизни мироощущение Таис становится трагическим, поскольку она прозревает конец светлой эллинской культуры. Впрочем, именно тантрическое посвящение толкает героиню к поискам Афродиты Урании — Любви Небесной. В некотором смысле на Таис воздействует и учение о Срединном пути, о котором она слышит от китайского путешественника, и в финале бывшая гетера говорит жрице Афродиты Амбологеры о золотой середине между ущербностью плотской разнузданности и аскетического самоограничения.

## Литературные особенности

### Жанр
Е. Агапитова в своей диссертации рассматривала вопрос, можно ли считать повести «На краю Ойкумены» и «Путешествие Баурджеда» и роман «Таис Афинская» фантастическими. Собственно, ещё в критике 1970—1980-х годов высказывались мнения, что все эти тексты представляют собой научную фантастику, «расширенную с помощью анализа исторической действительности». Эти особенности своего творчества писатель отрефлексировал и в ноябре 1971 года сообщал Е. Брандису, что написал роман в жанре исторической фантастики, которая относится к области научной, — только на основе гуманитарных, а не точных наук. Фантастический элемент присутствует в романе. С точки зрения Е. Агапитовой, он вводится фигурой делосского философа, который посвящает гетеру в орфические таинства и приобщает к миру тайных культов той эпохи. Последний роман Ефремова такой же фантастический, как и остальные, только фантастика в нём обращена к прошлому, а не к будущему («Туманность Андромеды», «Час Быка») и не к настоящему («Лезвие бритвы», «Звёздные корабли»). Е. Агапитова обосновала существование единого ефремовского метамира, в котором происходит действие всех его произведений, далёко разнесённых по хронологической шкале от начальной во времени точке — в Древнем Египте времён Баурджеда, до Эры Встретившихся Рук в неопределённо далёком будущем «Часа Быка». Хронотопы романов Ефремова образуют единый метамир: сюжет с исчезнувшим в Южной Африке флотом Неарха активно используется в «Лезвии бритвы», при этом в «Таис Афинской», написанной спустя десятилетие, Неарх отправляется со своим флотом из Персии в Египет и бесследно исчезает.

### Герои и героини

#### Типология
Е. Агапитова, разрабатывая проблему литературного мира И. А. Ефремова, выстроила типологию, которая может быть прослежена во всех ефремовских произведениях, от ранних рассказов до «Таис Афинской». Выясняется, что персонажи-мужчины могут быть отнесены к одной из четырёх психологических и социальных ролей: воин, художник, учитель, и так называемый «хороший человек» вообще. Точно так же, как и женщины в его произведениях бывают двух типов, которые условно можно классифицировать как «подруга» и «воительница». В русле этой типологии Александр Македонский наиболее полно воплощал тип воина, художника — Клеофрад, учителя — безымянный делосский философ, и конник Леонтиск — «хорошего человека» (синтезированного с воином). Сформулировав в статье «Наклонный горизонт» требование, что никакого главного героя, кроме положительного, в литературе не может быть, Ефремов последовательно транслировал его на собственное творчество. Типы «подруги» и «воительницы» выступают в романе парами, они реализованы образами самой Таис и Гесионы («подруга» в чистом виде), и Эгесихоры и Эрис, последняя постепенно занимает в жизни Таис место Гесионы, не утратив суровости и воинственности.
Е. Агапитова высказала предположение, что Ефремов попытался ввести в романное действие элементы пифагорейской философии, если это не противоречило психологической обоснованности. Тройка является «мужским» числом, три героя-мужчины создают стабильную рабочую группу, хорошо приспособленную для решения различных задач. Это может быть прослежено по многим романам И. Ефремова, но данный мотив почти не представлен в «Таис». Три героини-женщины представляют собой весьма неустойчивое образование, которое, стремясь к цельности и устойчивости, обычно сокращается до «двойки» — священного «женского» числа. Чаще всего сокращение такого сообщества до устойчивой группы, то есть до пары, происходит через смерть персонажа. Эта последовательность легко может быть прослежена по тексту романа: к изначально стабильной, проверенной временем паре афинских гетер (Таис и Эгесихоры) присоединяется фиванка Гесиона, не уступающая им по внешним данным и образованности. В Египте Эгесихора погибает — устойчивость восстанавливается. В Иераполе появляется новая двоица: Таис — За-Ашт (её рабыня-финикиянка), которая благополучно преодолела путь от Мемфиса Египетского до Персии. В священном городе в храме Кибелы в жизни Таис появляется падшая жрица Эрис. Группа становится нестабильной, но За-Ашт почти сразу пытается её покинуть, сначала оставшись в храме, а потом уехав с мужем (Ликофоном) в Македонию. В паре Таис — Эрис в Вавилоне появляется дестабилизирующий элемент — вернувшаяся Гесиона, но затем она окончательно гибнет вместе с Неархом и его флотом по пути вокруг Африки. Стабильной является только пара «подруга» — «воительница».

#### Великая Мать и её проекции

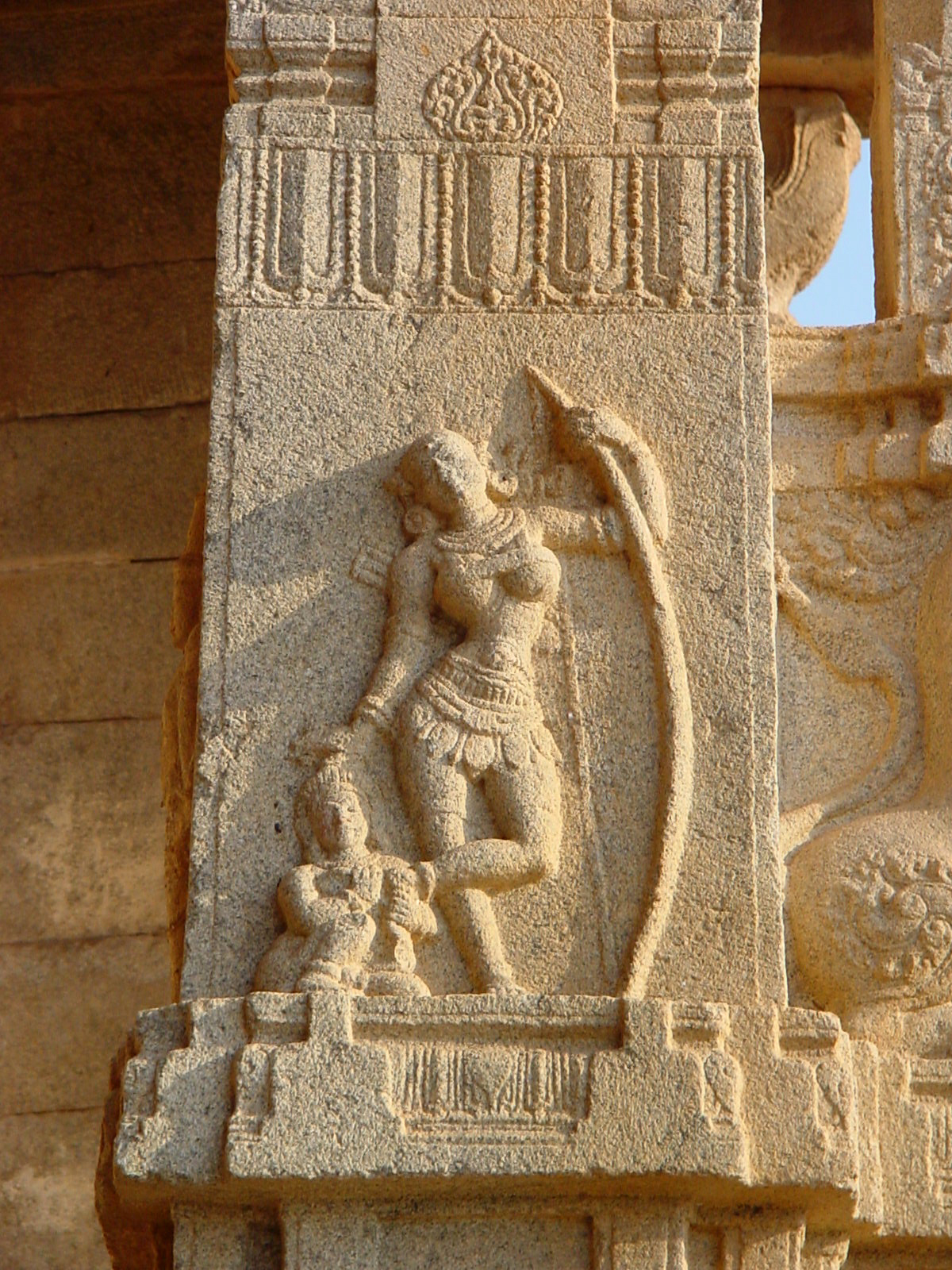
Образ сурасундари из храма Кришны в Виджаянагаре

В романе силён хтонический образ Великой Матери, проекция которой падает на всех героинь. Имя Таис означает «Земля Исиды», Гесиона — «маленькая Исида», что однозначно связывает их образы с египетской Великой Матерью — Изидой. Эгесихора носит «светское» имя — «Песня в пути» или «Ведущая танец», что, вероятно, подчёркивало её скорую гибель. Все они посвящённые жрицы: Таис и Эгесихора служат Афродите, пройдя обучение в её храме в Коринфе, Гесиона была посвящена богине Бирис, и должна была хранить девство, вынужденно лишившись его во время разгрома македонцами Фив. Наконец, Эрис, — собственно, жрица Матери Богов Реи-Кибелы. Внешний их облик (при всех индивидуальных различиях) соответствует внешнему облику богини, данным во время диалога эллинских скульпторов и индийских тантриков в главе «Наследники Крита» (Таис и Эрис позируют):

Эта женщина — радостная танцовщица, смелая возлюбленная, гибкая и сильная… — невысокого роста, с очень тонкой талией и круто выгнутыми бёдрами, с сильной стройной шеей, с маленькими руками и ногами. Её плечи прямые, у́же, чем бёдра, её груди очень крепкие, высокие, сближены между собой, потому что широки в основании. Лицо её кругло, нос прямой и маленький, глаза большие, брови узкие, волосы чернее индийской ночи. Её естественный запах — мёда, уши маленькие и высоко посаженные…
Подобным обликом Ефремов наделяет всех героинь, которые являются носительницами духа Великой Матери. Финикиянка За-Ашт, служанка Таис, не вынесла мистерий храма Реи, и просила госпожу спасти её. Она сама понимает несоответствие критериям (сравнивая себя со жрицей Великой Матери): «всё, что у меня узко, — у ней широко: бёдра, икры, глаза, а что широко — плечи, талия, то у ней узко». Внешнее несоответствие, в соответствии с античным каноном, — самый простой способ указать на внутреннюю недостаточность сил для такой роли. Спартанка Эгесихора тоже выбивается за пределы канона, ибо «высока, золотоволоса, с голубыми глазами Тритониды». Рост Таис и Эрис около 160—165 см (у Таис — «три локтя три палесты, у Эрис на полпалесты выше». При этом биологическая целесообразность именно такого древнего облика дана в романе «Лезвие бритвы», где ему посвящена целая глава «Две ступени к прекрасному». Объяснения Ивана Гирина — врача и психолога, потом дословно воспроизводил скульптор Лисипп. Внешнему облику неизбежно соответствует и внутренний, чему учит Таис её орфический учитель: «Где бы ты ни была и что бы с тобой ни случилось, помни, ты — носительница облика Великой Богини». Прочее окружение Таис субъективно и объективно воспринимает её как высшее существо. Ещё юную гетеру прозвали в Афинах «четвёртой Харитой», и Птолемею при первом знакомстве она предстала как «богиня, возникшая из пены и шума моря». На пирушке у Таис Неарх укоряет Гефестиона, что он прилагает к гетере эпитеты, годные лишь для богинь. В финале романа сын Таис на полном серьёзе спрашивает, не богиня ли она, и Эрис подтверждает нечеловеческую природу своей подруги. Впрочем, и к Эгесихоре, и к Эрис писатель также прилагал божественные эпитеты. Внутреннее единение с божеством знакомо Таис через религиозные мистерии, например, бег с факелами во время Тесмофорий («исчезнешь в лунном свете, как соль, брошенная в воду, как дымок очага в небе. Нет ничего между тобой и матерью-Землёй. Ты — Она, и Она — ты!»). Во время орфического поста в храме Нейт Таис, медитируя на звёзды, отождествляет себя с Геей. По-видимому, подобные же психотехники использовала и Эрис, но подробности страшных обрядов Матери Богов Ефремов не сообщал.
Божественная символика сопровождает Таис всё время романного действия: «изначально меднотелая и черноволосая Таис вместе с белокожей и золотоволосой Эгесихорой представляют собой идеальную пару, содержащую все три цвета; во время орфического посвящения Таис надевает синюю столу и препоясывается трёхцветным бело-сине-красным поясом». При сожжении Перспеполиса Таис выступает как оружие Немезиды и Ананке, и при этом надевает снежно-белую эксомиду и заплетает чёрные волосы в две косы. В сочетании с тоном её загара, это вновь даёт три божественных цвета. Среди титулов Богини Матери есть и «Владычица Диких Зверей и Растений», поэтому подруги Таис и она сама любят животных и умеют с ними обращаться. Таис замечательная наездница, Эрис также быстро овладевает искусством верховой езды и охотно изображает амазонку. Великая Мать — это и морская богиня, поэтому Таис любит море и «плавает, как нереида». Море служит во всём творчестве И. Ефремова своеобразным индикатором правильности пути героя. То, что в самом начале действия Птолемей отказывается от единоборства с бурным морем и предпочитает добраться к месту встречи берегом, указывает, что в финале ему не суждено удержаться рядом с Таис.

#### Таис и Фаида
Автор в предисловии к роману так объяснял свой выбор центрального персонажа:

Главным действующим лицом у меня должна была стать женщина, допущенная к тайным обрядам женских божеств и, разумеется, достаточно образованная, чтобы, не страдая узким религиозным фанатизмом, понимать происходящее. В эпоху Александра такой женщиной могла стать только гетера высшего класса… Гетеры развлекали, утешали и образовывали мужчин, не обязательно торгуя телом, а скорее щедро обогащая знаниями.
Историк-антиковед В. П. Поршнев в данном контексте подчёркивал, что «отличие писателя от историка заключается в том, что историческая реальность для него не самоцель, а лишь материал для создания новой высшей реальности», поэтому Таис Афинская «осталась в тени» ефремовской героини. По-видимому, фонетически более точное написание имени гетеры — Фаида (др.-греч. Θαΐς) — уже не вернётся в русскую историографию. Биография романной Таис Афинской очень далека от исторического прототипа и почти не зависит от него. По мнению В. Поршнева, Таис воплощала «идеал красоты, душевного и физического здоровья, свободы мышления и передвижения по Земле», немыслимого в СССР эпохи геронтократии. Равным образом Таис вписана в ряд героинь Ефремова из его научно-фантастических произведений, таких как Афра Деви («Сердце Змеи»), Низа Крит, Веда Конг, Чара Нанди (все трое — героини «Туманности Андромеды»), Фай Родис («Час Быка»), которые представляют собой смешение тех положительных черт, из которых писатель пытался составить «обобщённый портрет женщины будущих мировых эпох».

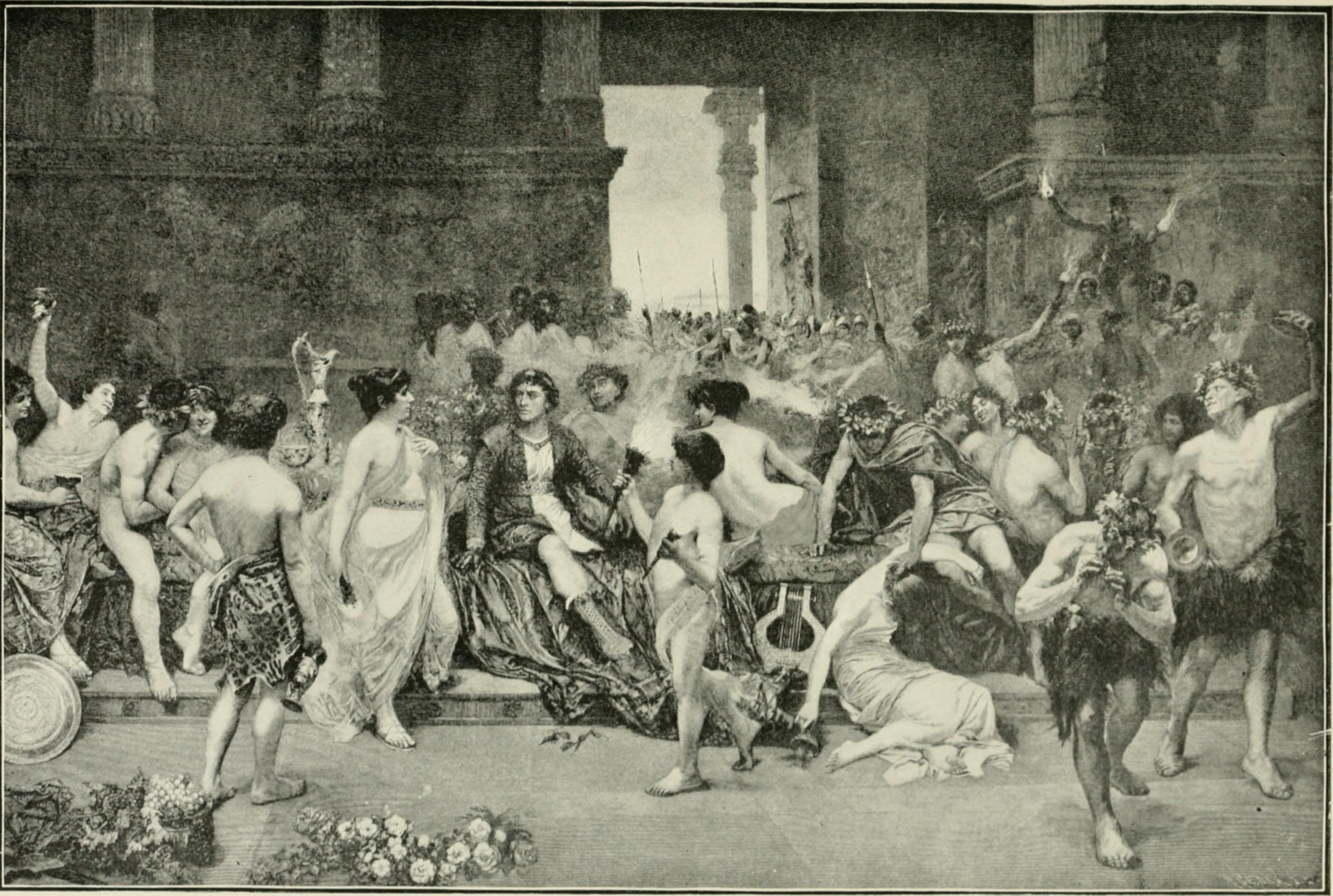
Таис призывает Александра сжечь Персеполис. Гравюра с картины Симони, Густаво

Согласно реконструкции В. Поршнева, историческая Таис-Фаида была коренной гражданкой Афин, в противном случае она не могла бы добавить себе прозвище Афинская, пользоваться свободами и приобретать недвижимость (даже Аристотель, будучи метэком, не мог получить права собственности на Ликей):

Для коренной афинянки подобных жизненных невзгод не возникало; она могла вести себя гордо и независимо, могла отложить мысли о замужестве до возраста «за тридцать» и легко отказать такой неприятной личности, как несколькими штрихами обрисованный И. А. Ефремовым богач Филопатр, предлагавший за час свидания целый талант серебра.
Историческая Таис родилась между 355 и 350 годами до н. э., и, вероятно, была отдана в школу гетер по бедности родителей. В дальнейшем она вела обычную жизнь гетеры: могла выбирать поклонников, имела право выступать на мужских симпосиях и принимать участие в городских празднествах. Афиней сообщал, что она была остроумна (приводя пример одного её каламбура) и получила прекрасное образование. Знаменитый комедиограф Менандр был её младшим современником и посвятил гетере одну из пьес. Хотя И. А. Ефремов поссорил свою героиню с Аристотелем, действительные причины её отъезда из Афин неизвестны. Она отправилась не в Спарту и не в Египет, а вела «гастроли» по городам Малой Азии, находившимся под властью персов, и даже была заподозрена в шпионаже. В 334 году до н. э. Таис присоединилась к армии Александра, участвуя в многочисленных мусических представлениях и ритуалах. Шествие амазонок во главе с афинской гетерой в романе Ефремова вполне достоверно, ибо создано на основании описаний Арриана, Квинта Курция, Помпея Трога, Плутарха и других авторов. Празднествами и спортивными состязаниями сопровождались все важнейшие события похода Александра на Восток. Александр явно насаждал миф о себе, причём с течением времени всё большее почитание оказывал Дионису. Разрушение Персеполя (подтверждённое археологически) могло быть вписано в акт дионисийского безумия — жертвоприношения, совмещённого с разными политическими задачами. Была ли Таис наложницей царя-завоевателя и насколько долго — неизвестно. После женитьбы Александра на Роксане он мог уступить афинянку Птолемею или отправить в Вавилон. Возможно, она принимала участие как актриса или распорядитель на массовой женитьбе македонских аристократов на персиянках в феврале 324 года до н. э. О том, что Таис была женой Птолемея и прибыла вместе с ним царицей в Египет, известно только из сообщения Афинея. Именно в Мемфисе тело Александра хранилось несколько десятилетий, пока не было перемещено в Александрию, одной из обязанностей гетеры, вероятно, был присмотр за ним. Расставание Таис и Птолемея прошло, как и у Ефремова, около 317 года до н. э., за этот период гетера родила царю двух или трёх детей. Царским званием она не обладала, поскольку Птолемей считался только сатрапом формально существующей единой державы. Отношения Птолемея и Береники начались около 310 года до н. э., но были оформлены браком много позже. Царский титул Лагид принял только около 306 или 305 года до н. э. Титул мемфисской царицы был дарован Таис, вероятно, в качестве «отступного». По-видимому, бывшая гетера скоро скончалась, ибо никаких следов её царского достоинства в Мемфисе не сохранилось. Для Ефремова такой прозаический конец был совершенно неприемлемым, и он повёл любимую героиню в утопический Уранополь, спасая её как от божественных почестей, так и от придворных интриг.

#### Александр
По мнению философа Ю. Линника, Иван Антонович Ефремов сделал Александра Македонского второстепенным персонажем романа из-за того, что видел в нём «союзника в деле высветления человечества». Главным инструментом просветления выступает Вечная Женственность, персонифицированная Таис и представленная как душа эллинизма. С точки зрения исследователя, вполне уместно говорить, что Александр, уравнивая в правах эллинов и варваров, приветствует реальное взаимодействие культур и религий, но при этом стремится к первенству Эллады. Устремившись к пределам Ойкумены, Александр в мире Ефремова воплощал всечеловеческие ценности и желал превратить мир в гармонический континуум, нигде не прерывающийся локусами тьмы и зла. Опередив своё время, он сломался под тяжестью непосильной задачи; его мечту на очень ограниченном пространстве Уранополиса попытался реализовать Алексарх. Несмотря на обречённость утопий, по Ефремову, человечество получило идеал невероятной красоты и привлекательности, вероятно, сближаемый с будущим коммунизмом. В образе Александра усматриваются черты ницшеанского сверхчеловека.

### Экфрасисы в романе

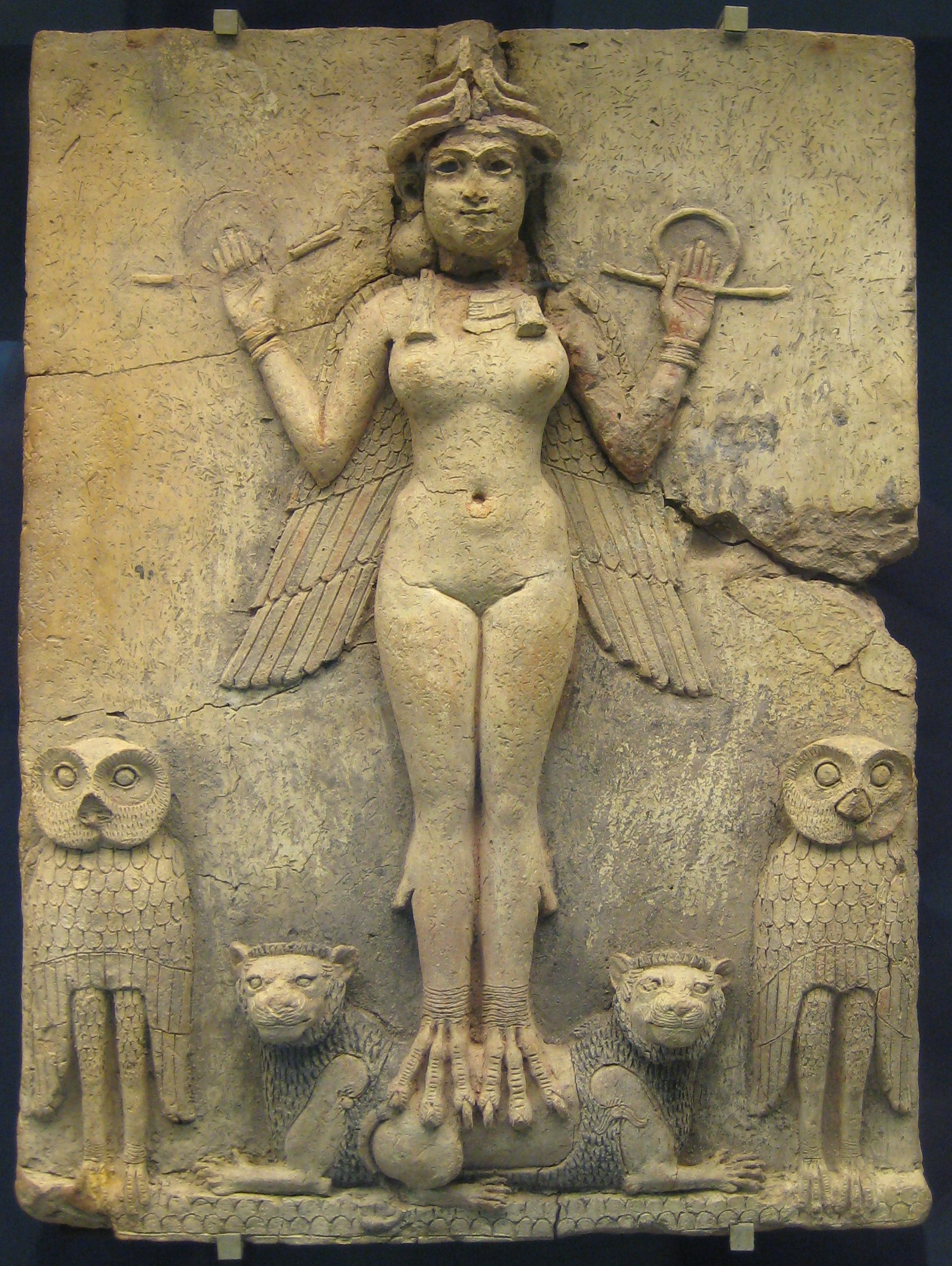
Рельеф с изображением Царицы Ночи. Британский музей, инвентарный номер 2003,0718.1

Экфрасисы были характерны для творчества И. А. Ефремова, начиная с самого раннего этапа. Е. Агапитова считала их наиболее интересными именно в романе «Таис Афинская». Специфика их заключается в том, что для древнего мира автору пришлось давать подробные и красочные описания для усиления сюжетного действия. Наличие эксфрасисов сюжетно мотивируется тем, что одним из действующих лиц является реально существующий скульптор Лисипп, а главная героиня чутка к искусству, любит созерцать произведения живописи и скульптуры и сама служит моделью для художников. Для описания храма Матери Богов глазами Таис, Иван Ефремов использовал рельеф с изображением богини, хранящийся в Британском музее. Писатель не ограничился описанием ныне существующего изображения, но с педантичностью учёного принял во внимание, что Таис, созерцавшая его 2500 лет назад, видела значительно лучше сохранившийся памятник, на котором сохранялась раскраска и не было стёртых и отбитых фрагментов. В романном описании И. А. Ефремов говорит об отчётливо видном узле в левой руке богини — в современном виде узел в правой руке отбит. Данный пример иллюстрирует стилистические особенности всего творчества И. А. Ефремова. При написании любого из своих произведений он старался, чтобы «каждое слово было весомым и необходимым для создания зрительного образа или точного выражения мысли». Иногда это давало эффект отстранённости или тяжеловесности. Для стилистики И. Ефремова характерно дословное цитирование научных текстов в художественном повествовании; в «Таис Афинской» помещены пространные цитаты и пересказ труда Р. Грейвса «Белая богиня».

### «Каллиройя» в составе первой главы «Таис Афинской»
Е. Агапитова в своей диссертации выявила, что первая глава романа «Таис Афинская» полностью включает переработанный текст раннего, неопубликованного рассказа Ефремова «Каллиройя». В рассказе описана первая встреча и развитие отношений молодой женщины по имени Каллиройя и художника-скульптора Антенора. Узловыми для развития сюжета является их встреча на берегу уединённой бухты и любовное свидание на поле Скирона в первую ночь праздника Тесмофорий. Выясняется, что сюжет встречи Таис и Птолемея полностью идентичен, заменены только имена и занятия героев. Скульптор Антенор стал воином-полководцем Птолемеем, а свободная молодая женщина Каллиройя, «живущая одна после того, как была замужем», превратилась в служительницу Афродиты. Смена профессии героя делала ненужными искусствоведческие рассуждения Антенора о красоте, труде скульптора и поиске идеальной модели. Впрочем, ещё в 1940-е годы они были использованы в размышлениях скульптора Пандиона в дилогии «Великая Дуга» и частично в романе «Лезвие бритвы». По сюжету рассказа главному герою не было необходимости навещать возлюбленную у неё дома. Социальный статус героини существенно понизился: Каллиройя — свободная женщина, Таис — гетера, знаменитая, но не обладающая гражданскими правами. Эта разница существенна для понимания эпизода на поле Скирона. Как в рассказе, так и в романе, героиня приводит своего избранника на свежевспаханное поле, чтобы «принять в себя могучую плодоносную силу Геи, пробудить её». Целью ритуала является рождение ребёнка. Это органично для сюжета рассказа, в котором Каллиройя соглашается стать моделью своего любимого для создания будущих скульптур во славу Эллады и счастливой семейной жизни, неотделимых друг от друга. В «Таис» этот эпизод не нужен ни по сюжету, ни по логике: Птолемею предстоит отъезд, а ребёнок поставит крест на карьере семнадцатилетней гетеры. В романе неоднократно упоминается растение, которое, в частности, заготавливает подруга Таис Эгесихора для их общего пользования. Сок киуры предназначен для прерывания нежелательной беременности на самой ранней стадии. Таис не нужны ритуалы плодородия, для Каллиройи — это естественное выражение чувств к избраннику, что выражалось и в натуралистичности авторских описаний. Как выразилась Е. Агапитова, эпизод на поле Скирона был выписан настолько совершенно и поэтично, что заставил автора включить его в роман даже вопреки психологической достоверности образа главной героини. Каллиройя описывалась Ефремовым несколько иначе, чем Таис: голубые глаза превратились в серые, а просто загорелое тело стало «медным». Иван Антонович также использовал приём распространения, когда одно предложение рассказа было превращено в целостный мини-эпизод. В романе фраза «Она предложила Антенору свой плащ» превратилась в сцену с резким свистом Таис, прибежавшим мальчиком-слугой, его недоверием к Птолемею, приказом Таис и возвращением мальчика с плащом.
Вместе с тем, Е. Агапитова отмечала необходимость сцены на поле для другого уровня развития сюжета романа. Поскольку Таис является проекцией Великой Матери, то в ночь Деметры Закононосительницы она должна воспроизвести глубинный мифологический сценарий, уподобив себя божеству. В моменты крайней неожиданности Таис всегда призывает Артемиду, хотя на словах подчёркивает несовместимость девственной охотницы со служанкой Афродиты.

## Критическое восприятие
Книжное издание романа увидело свет уже после кончины И. А. Ефремова, что отчасти определило отношение к его тексту как итоговому, подводящему черту под многолетними размышлениями о сути культуры, красоты и истории. Е. Брандис и В. Дмитревский в статье о творчестве писателя заложили восприятие «Таис» как наиболее полного воплощения античных увлечений Ефремова. Тем не менее, критики не избегли советского социологизирующего подхода, объявив, что Таис является носительницей учения орфиков — «мировоззрения разоряющегося крестьянства и рабов, противостоящее мифологии, то есть мировоззрению родовой аристократии». Этим объясняется неприятие Платона и Аристотеля главной героиней. Собственно образ Таис вписывается в общий ряд героинь Ефремова, воплощающих синтез высшего духовного и физического совершенства, таких как Веда Конг или Сима Металина, чья биологическая природа в высшей степени позитивна — они подательницы жизни, а не разрушительницы. В то же время критики упрекали писателя, что роман читается нелегко и перегружен описаниями исторических реалий, забытыми понятиями. Пафос произведения противопоставляется сочинениям Пола Андерсона и Рэя Бредбери, ибо Ефремов стремился не противопоставить Элладу современности, а страстно желал, чтобы всё прекрасное, что создано в древности, вошло бы органической частью в будущее. По оценке советского литературоведа А. Ф. Бритикова, «Таис Афинская» стала наиболее удачным романом Ефремова в художественном плане.
Параллельно появилось множество ревизионистских точек зрения на романы Ефремова, в том числе и «Таис Афинскую». Так, В. Ревич в публикациях 1990-х годов полностью отказывал роману в литературных достоинствах: «когда писатель не справляется с духовным обликом героини, он обязательно начинает выписывать форму и объём её женских ста́тей». В израильской публицистике бурную реакцию вызывало откровенно негативное отношение Ефремова к еврейской культуре и религии, многократно отражённое в романе. М. Агурский ещё в 1950-е годы пришёл к выводу, что Иван Антонович являлся «литературным антисемитом». Майя Каганская вообще обозначила Ефремова как «теософского протонациста», хотя В. Шнирельман, проанализировав его взгляды, пришёл к выводу, что Иван Антонович резко отрицательно относился к идее превосходства любой нации.
Д. Быков считает «Таис Афинскую» наименее интересным романом писателя с точки зрения стиля ― из-за большого количества патетики, хотя в ефремовском пафосе усматривается серьёзное отношение к миру. Патетика связывается с напряжённым эротизмом, характерным для закрытых и пуританских обществ, каким был СССР. С точки зрения Быкова, писатель «тяготеет к …статуарности, его идеал — античная статуя». С одной стороны, сцену полового акта на свежевспаханном поле можно считать проявлением дурного вкуса; с другой стороны, критик полагает, что «хороший вкус гению необязателен». По мнению Быкова, «Таис Афинская» ― роман об идеальном обществе прошлого, утраченной утопии человечества; подобные поиски исчезнувшего идеала не слишком далеки от оправдания тоталитаризма, однако Ефремов не делает этого последнего шага, а остаётся на «лезвии бритвы».
Историк советской фантастики В. В. Комиссаров, отмечая новаторское обращение писателя к проблематике гендера, полагает, что в ряде аспектов Ефремов оставался в рамках советского гендерного мифа, в котором смешивались декларации о равноправии и патриархальные стереотипы. Выбор гетеры в качестве главной героини из-за её социальной роли в традиционном обществе расходится с идеями о гендерном равенстве и современным феминизмом. Философ А. Давыдов полагает, что в своём романе И. Ефремов создал, а точнее, воссоздал, миф. Несмотря на претензии на полную историческую достоверность, подлинные имена и следование фактической канве, писатель подчинил изображение эллинистической эпохи своим взглядам на цивилизацию. Описываемые им явления синтеза лучших сторон Запада и Востока и противостояние цивилизации и варварства кристаллизовались намного позже. Образ Таис также объявляется «мистифицированным», поскольку её мысли о борьбе за права женщин являются переносом мифов советского времени на совершенно другую историческую эпоху.

## Издания
- Рок Персеполиса // Смена. — 1972. — № 11. — С. 18—19, 22—23.
- Таис Афинская: Исторический роман / Ил.: Г. Бойко и И. Шалито. — М. : Мол. гвардия, 1973. — 512 с. — В серийном оформлении собрания сочинений И. А. Ефремова в трёх томах.
- Таис Афинская: Ист. роман / Худож. Г. Бойко и др. — 2-е изд. — Мол. гвардия, 1976. — 512 с.
- Таис Афинская : Ист. роман / Ил. А. Яковлева, А. Озеровской. — М. : Правда, 1980. — 544 с.
- Таис Афинская : Ист. роман / Худож. Г. Бойко и др. — 4-е изд. — Алма-Ата : Жазушы, 1980. — 478 с.
- Таис Афинская : Ист. роман. — М. : Дет. лит., 1981. — 368 с.
- Таис Афинская : Ист. роман / Иллюстрации В. И. Волкина. — Волгоград : Ниж.-Волж. кн. изд-во, 1984. — 544 с.
- Таис Афинская : Ист. роман. — Минск : Нар. асвета, 1988. — 379 с. — ISBN 5-341-00375-6.
- Таис Афинская : исторический роман // Собрание сочинений: в 5 т / худож. В. Смирнов. — М. : Молодая гвардия, 1989. — Т. 5, кн. 3. — 491 с. — ISBN 5-235-01071-X.
- Таис Афинская : Ист. роман / Худож. Э. Вайс. — Душанбе : Адиб, 1989. — 494 с.
- Таис Афинская : Ист. роман / Худож. А. Демидов. — Омск : Кн. изд-во, 1990. — 479 с. — ISBN 5-85540-156-1.
- Таис Афинская : Ист. роман / Иллюстрации Н. Ияберенова. — Ашхабад : РП о-ва «Китай», 1991. — 523 с.
- Таис Афинская : Ист. роман // Собрание сочинений : В 6 т. — М. : Сов. писатель, 1992. — Т. 6. — 491 с. — Первое издание в полной авторской редакции. — ISBN 5-265-02740-8.
- Таис Афинская : Роман. — Киров : Волго-Вят. кн. изд-во : Киров. отд-ние, 1992. — 398 с. — ISBN 5-7420-0540-7.
- Таис Афинская : Ист. роман. — М. : Дружба народов, 1997. — Т. 10, кн. 3. — (Библиотека фантастики). — ISBN 5-285-00310-5.
- Таис Афинская : Ист. роман // Собрание сочинений. — Н. Новгород : Нижполиграф, 1998. — Т. 4. — 461 с. — (Приключения. Науч. фантаст.). — ISBN 5-7628-0147-0.
- Таис Афинская // Собрание сочинений : в 8 т / сост.: Н. Саркитов. — М. : ТЕРРА-Книжный клуб, 2009. — Т. 3. — 525 с. — ISBN 978-5-275-02096-0.
- Таис Афинская : для среднего школьного возраста. — М. : Эксмо, 2010. — 571 с. — (Всемирная детская классика).
- Таис Афинская. — М. : Э, 2016. — 635 с. — (Pocket book ; 100 главных книг). — ISBN 978-5-699-85869-9.
- Лезвие бритвы; Таис Афинская : романы. — СПб. : Азбука, 2018. — 1116 с. — (Русская литература. Большие книги). — ISBN 978-5-389-15139-0.
- Таис Афинская: Исторический роман; Каллиройя. Из книги «Краса Ненаглядная»: рассказ / Рис. Г. Тищенко, Г. Яремчук. — М. : Престиж Бук, 2019. — 672 с. — (Ретро библиотека приключений и научной фантастики). — Авторская редакция текста романа. — ISBN 978-5-4459-0037-5.